# Oksyhemoglobina
Oksyhemoglobina (oksy- + hemoglobina – gr. haíma ‘krew’ i globina, HbO2) – postać hemoglobiny, w której związane są cztery cząsteczki tlenu. Połączenie nie polega na utlenianiu hemoglobiny, przez co określane jest jako utlenowanie. Jest połączeniem nietrwałym i odwracalnym. Powstaje przy podwyższonym ciśnieniu parcjalnym tlenu występującym w płucach, jest transportowana do tkanek przez krew, gdzie oddaje tlen mioglobinie i zamienia się w hemoglobinę. Ma lekko kwaśny odczyn. W jednym gramie oksyhemoglobiny w prawidłowych fizjologicznie warunkach wiązane jest 1,34 cm³ tlenu.
Oksyhemoglobina ma jasnoczerwoną barwę. Występuje fizjologicznie jako składnik krwi utlenowanej.
Jeżeli w trakcie przyłączania tlenu do hemoglobiny stopień utlenienia żelaza zmieni się z Fe(II) do Fe(III), czyli nastąpi jego utlenienie, powstaje methemoglobina. 